# Dead or Alive (Computerspielreihe)
Dead or Alive (jap. デッドオアアライブ Deddo oa Araibu; kurz DOA) ist eine Computerspielreihe von überwiegend Fighting Games des japanischen Entwicklers Tecmo. Sie ist bekannt für die stark sexualisierten Darstellungen seiner weiblichen Spielfiguren, für die die Reihe seit dem Erscheinen auch kritisiert wurde.
Die Handlung sowie die spielbaren Charaktere gehen auf ein Konzept des Spieleentwickler Tomonobu Itagaki zurück. Der Serientitel nahm Bezug auf die schwierige finanzielle Krise des Tecmo-Konzerns, der dringend einen Verkaufserfolg benötigte, um den Geschäftsbetrieb aufrechterhalten zu können. Für die weitere Entwicklung der Spiele wurde innerhalb des Unternehmens die Entwicklungsabteilung Team Ninja gegründet. Seit der Fusion Tecmos mit Koei 2008 liegen die Rechte der Serie bei Koei Tecmo.

## Chronologie

### Dead or Alive
Dead or Alive erschien 1996 in japanischen Spielhallen. Im Oktober 1997 kam dort eine Umsetzung für den Sega Saturn auf den Markt. Die PlayStation-Version von Dead or Alive erschien im März 1998 in Deutschland.
Der erste Teil der DOA-Serie erschien damals für den Spielautomaten Model 2 in Japan. Tecmo war von dem Erfolg so sehr überrascht, dass man sich entschloss, das Spiel auf den Sega Saturn zu portieren und in Japan herauszubringen. Wie sich später herausstellte, war dies ein großer Fehler, da sich DOA auf dem Sega Saturn schlecht verkaufte. Auf Segas 32-Bit-Konsole dominierte Segas hauseigene Virtua-Fighter-Reihe die Prügelspielszene mit zwei gelungenen Portierungen und einem Remix des ersten Teils. Allgemein hatte Dead or Alive das Nachsehen. Auch Tekken, eine Fighting-Game-Videospielreihe des japanischen Entwicklers Namco, war zu dieser Zeit sehr populär und konnte sich in der Spielhalle gegen Dead or Alive durchsetzen.
Im März 1998 erschien die letzte Portierung von Dead or Alive für die PlayStation. Die PlayStation-Version wurde gegenüber der Originalversion grafisch an die Hardware der Heimkonsole angepasst und um zusätzliche Moves sowie zwei neue Charaktere (Bass und Ayane) erweitert.
Der Spieler durfte schon damals aus den heute DOA-typischen Spielemodi (Survival, Kumite, Team Battle, Versus, Tournament, Time Attack) auswählen. Im Training Mode trainiert der Spieler seinen Lieblingskämpfer und erlernt neue Moves. Im Danger Zone Mode, der nur im ersten Teil der DOA-Serie vorkommt, verliert der Kämpfer durch das Verlassen des Rings Energie oder wird durch die herumstehenden Minen in die Luft geschleudert.
Eine Besonderheit von Dead or Alive liegt unter dem Menüpunkt Bouncing Breast. Das Bouncing-Breast-Feature lässt die Brüste der weiblichen Charaktere (physikalisch übertrieben) auf- und abbewegen.
Das Kampfsystem und die Spielmechanik orientieren sich am Fighting-Game Virtua Fighter 2 des Konsolenherstellers und Spieleentwicklers Sega. Im Spiel kommen drei Tasten (Schlagen, Treten und Konterangriff) zum Einsatz. Erst in den späteren Teilen wird das Kampfsystem komplexer und herausfordernder. Dem Spieler stehen elf Charaktere (darunter zwei freispielbare), 100 Moves und 84 Kostüme zur Auswahl.
Die elf spielbaren Charakter:
| - Jann Lee - Hayabusa - Lei Fang - Zack - Gen Fu - Kasumi | - Tina - Bass - Bayman - Raidou (freispielbar) - Ayane (freispielbar) |

### Dead or Alive 2
Dead or Alive 2 (DOA2) erschien 2000 auf dem Spielautomaten Naomi in Japan. Die Dreamcast-Version kam im März 2000 in Deutschland auf den Markt. Im Dezember 2000 erschien eine erweiterte Version von Dead or Alive 2 für die PlayStation 2.
Die Handlung knüpft an die Geschehnisse des ersten Teils an. Fame Douglas, der Begründer des ersten Dead-or-Alive-Turniers, ist am Ende des ersten Teils ermordet worden. Seitdem ist die Welt in Chaos verfallen. Tengu, der Mörder von Fame Douglas, will die Welt unterwerfen und kündigt deshalb ein zweites Turnier an. Das Ziel ist es, den Endgegner Tengu zu besiegen und dadurch die Welt vor seiner Herrschaft zu bewahren.
Dem Spieler stehen 14 Charaktere (u. a. Kasumi und Bass, Tengu ist freispielbar) und acht Spielemodi (u. a. Story-Mode und Versus-Mode) zur Verfügung. Neben den typischen DOA-Charakteren wie Tina, Zack oder Kasumi sind zwei neu hinzugekommen: die Hobby-Opernsängerin Helena und der italienische Söldner Leon. Bei dem Charakter Ein handelt es sich um Hayate, den Bruder von Kasumi, der allerdings sein Gedächtnis verloren hat. Zu Spielbeginn stehen jedem Charakter zwei Kostüme zur Auswahl. Weitere sind freischaltbar, was die Anzahl der jeweils verfügbaren Kostüme auf bis zu acht erhöht.
Eine Besonderheit von Dead or Alive 2 stellen die Arenen (Stages) dar. Die Stages sind nicht nur deutlich größer und umfangreicher als in der Vorgängerversion, sondern auch zum ersten Mal in mehrere Ebenen/Stockwerke unterteilt und durch Wände und Gelände begrenzt.
Die Erweiterung von Dead or Alive 2 erschien unter dem Titel Dead or Alive 2: Hardcore für die PlayStation 2. Die hohen Verkaufszahlen und guten Kritiken der Spieletester waren der Grund für eine PlayStation-2-Umsetzung. DOA2: Hardcore war trotz der starken Konkurrenz von Namco, Tekken Tag Tournament, ein großer Erfolg in Europa und den USA. Das Spiel ist, bis auf ein paar Neuerungen, mit der Originalversion inhaltlich gleich geblieben. Zu den Neuerungen gehören:
- Die Charaktermodelle, Kostüme und Moves wurden dezent verändert
- Der Survival-Mode ist nur noch in den Danger Zones enthalten
- Eine Item-Collection wurde hinzugefügt
- Neue Kostüme und Moves
- Schnelleres Spieltempo

Die 14 spielbaren Charaktere:
| - Kasumi - Hayabusa - Gen Fu - Helena - Tina - Bass - Zack | - Leon - Jann Lee - Lei Fang - Ayane - Ein (Hayate) - Bayman (freispielbar) - Tengu (freispielbar) |

### Dead or Alive 3
Dead or Alive 3 (DOA3) erschien im März 2002 exklusiv für die Xbox.
Die Handlung des Vorgängers, Dead or Alive 2 für PlayStation 2, wird an einigen Stellen weitergeführt. Ryu Hayabusa, ein 23-jähriger Ninja, hat das Geschöpf Tengu am Ende des zweiten Teiles besiegt. Professor Dr. Victor Donovan, Mitglied der Organisation DOATEC, „erschafft“ ein neues „Monster“ (ursprünglich ein Mensch) namens Genra.
Dem Spieler stehen insgesamt neun Spielmodi (Story-Mode, Time-Attack-Mode, Team-Battle-Mode, Survival-Mode, Tag-Battle-Mode, Sparring-Mode, Versus-Mode, Watch-Mode und Theater-Mode), 17 Charaktere und 14 Stages (u. a. Wald und Strand) zur Verfügung. Der Story-Mode ist das Kernstück von Dead or Alive 3. Dort muss man einen Kämpfer auswählen und ihn gegen andere Kämpfer antreten lassen. Sobald man mit einer Figur alle Gegner, einschließlich des Endgegners Omega (Projekt-Codename von Genra), besiegt hat, erhält der Spieler eine von 16 gerenderten FMV-Sequenzen, die die Geschichte des jeweiligen Charakters weitererzählen. Diese Sequenzen kann man dann jederzeit im Theater-Modus ansehen.
Die 14 „Kampfarenen“ bzw. Stages sehen alle unterschiedlich aus, und sind, wie im Vorgänger Dead or Alive 2, interaktiv aufgebaut. Der Spieler kann durch einen gezielten Faustschlag den Gegner mehrere Etagen nach unten werfen. Dabei gehen herumliegende Objekte (z. B. Neonlichter) zu Bruch.
Das Spiel bietet drei neue Charaktere (Hitomi, Brad Wong und Christie), zwei neue Spielemodi (Tag-Battle- und Team-Battle-Mode) und neue Moves/Kostüme/Stages.
Aerosmith ist für den Soundtrack und die Musik verantwortlich.
Die 17 spielbaren Charaktere:
| - Kasumi - Hitomi (neu hinzugekommen) - Gen Fu - Tina - Leon - Jann Lee - Christie (neu hinzugekommen) - Hayate - Hayabusa | - Zack - Brad Wong (neu hinzugekommen) - Bass - Bayman - Leifang - Helena - Ayane - Ein (Versteckter Charakter, ist jedoch dieselbe Person wie Hayate) |

### Dead or Alive Xtreme Beach Volleyball
Dead or Alive Xtreme Beach Volleyball (DOAXBV) ist ein Sportspiel, das im März 2003 exklusiv für die Xbox erschien. Der Spieleentwickler Tomonobu Itagaki hatte zwei Jahre zuvor die Idee eines Volleyball-Spiels mit den DOA-Charakteren gehabt.
Der Spieler muss aus insgesamt acht weiblichen Charakteren (u. a. Hitomi und Tina) zwei auswählen, die in einem Match gegeneinander antreten. Im Spiel gibt es zwei verschiedene Modi. Im ersten Modus, Spielen, kann der Spieler allein oder mit einem zusätzlichen Spieler Beachvolleyball spielen.
Der zweite Modus, Geh zu Zacks Insel, kann mit dem Story-Modus in den DOA-Spielen verglichen werden. Zuerst sucht sich der Spieler einen Charakter aus insgesamt acht wählbaren Charakteren aus und startet ein neues Spiel.
Im Introfilm erfährt man, dass Zack sich eine Insel gekauft hat und unter dem Vorwand ein Dead-or-Alive-Turnier zu veranstalten alle weiblichen Kämpfer auf seine Insel lockt.
Zacks Insel ist in verschiedene Bereiche unterteilt. Im Spiel können beispielsweise Badeanzüge, Sonnenbrillen, Schuhe und andere Accessoires zur Veränderung der Figuren gekauft werden. Zudem können die Charaktere mit einem Zoom betrachtet werden oder an drei Glücksspielen (Black Jack, Poker, Roulette) teilnehmen oder einen Spielautomaten verwenden.
Die acht spielbaren DOA-Charaktere:
| - Hitomi - Kasumi - Lei Fang - Tina | - Helena - Ayane - Lisa - Christie |

### Dead or Alive Ultimate
Dead or Alive Ultimate (DOAU), das bei seiner Ankündigung Dead or Alive Online hieß, erschien im Februar 2005 exklusiv für die Xbox.
Das Spiel enthält die ersten zwei Teile der Fighting-Game-Videospielreihe in einem Doppelpack. Bei Teil 1 handelt es sich um die Sega-Saturn-Version des ursprünglichen Arcade-Spiels. Der zweite Teil, der damals für Dreamcast sowie PlayStation 2 erschien, wurde technisch an die Xbox angepasst. Als spielerische Neuerung wurde das Kontersystem überarbeitet.
Weitere Neuerungen gegenüber dem Original sind die drei neuen wählbaren Charaktere (Bayman, Tengu und Hitomi) und ein neues Intro-Video, das außerdem viel über die Vorgeschichte der Charaktere erzählt. Außerdem gibt es neue Areale, Songs und zusätzliche Kleider (bis zu 20 Outfits pro Charakter). Der erste sowie der zweite Teil sind damit auf der Xbox online spielbar. Bis zu acht Spieler können sich in einer Lobby aufhalten und dann in einem der zahlreichen Modi gegeneinander antreten. Zu den neuen Songs gehören beispielsweise:
- Dream On (Aerosmith)
- ULTIMATE
- Link
- Wired
- Zacks Remix
- Hayabusa Remix
- Gen fu Remix
- Lei fang Remix
- Jan Lee Remix
- Tina Remix
- Bass Remix
- Helena Remix
- Leon Remix
- Ayane Remix
- Ein Remix
- Kasumi Remix
- Tengu Remix
- Bayman Remix

### Dead or Alive 4
Dead or Alive 4 erschien in Deutschland am 24. Januar 2006. Laut Tomonobu Itagaki, Entwickler von DOA4, liegt der Schwerpunkt des Spiels auf den Online-Matches. So gibt es neben dem Online-Versus-Modus, der bis zu vier Spieler gleichzeitig erlaubt, Online-Ranglisten für Time Attack, Survival, die am häufigsten benutzten Charaktere, die besten Charaktere und die Möglichkeit, sich Videos anderer Spieler herunterzuladen. Der Spieler kann auch eine sogenannte Online-Lobby nutzen.
Das Spiel hat eine gegenüber dem Vorgänger nochmals verbesserte HD-Grafik. Es gibt außerdem ein erweitertes „Ground Play“, das es ermöglicht, am Boden liegende Gegner mit Attacken zu treffen statt wie in den Vorgängerversionen nur mit bestimmten Bewegungen. Dem Spieler stehen im vierten Teil 20 Charaktere zur Auswahl; darunter sind vier neue Charaktere und ein wiederkehrender.
Die Charaktere
- Ayane
- Bass
- Bayman
- Brad Wong
- Christie
- Ein (freischaltbar)
- Eliot (neu)
- Gen Fu (freischaltbar)
- Hayabusa
- Hayate
- Helena (neu; freischaltbar)
- Hitomi
- Jann Lee
- Kasumi
- Kokoro (neu)
- La Mariposa (neu) / Lisa (neu; alternativer Kostüm; freischaltbar)
- Leifang
- Leon (freischaltbar)
- SPARTAN-458 (neu: freischaltbar; Gast)
- Tengu (freischaltbar)
- Tina
- Zack

Im Intro wird das Lied Eat the rich von Aerosmith verwendet, im Outro Amazing.
Nach der Vernichtung Omegas in Teil drei beschließt Hayate, der wieder zum Anführer des Ninja-Dorfes wurde, DOATEC, die Organisation, die seinem Dorf soviel Leiden gebracht hat, für immer zu vernichten. Helena, die Tochter des getöteten Firmengründers versucht indes DOATEC neu und friedfertig aufzubauen, muss sich dabei aber mit dem machthungrigen DOATEC-Wissenschaftler Donovan auseinandersetzen.
- Sprache im Spiel: Japanisch mit deutschen Untertiteln
- Handbuchsprache: Deutsch
- Altersfreigabe: ab 16 Jahre
- Genre: Fighting-Game
- Format: Xbox 360
- HDTV 480p/720p/1080i
- 1–4 Spieler offline
- 2–16 Spieler online

### Dead or Alive Code Cronus
Der Entwickler Team Ninja bestätigt, dass dieses Projekt eingestellt wurde.

### Dead or Alive Xtreme 2

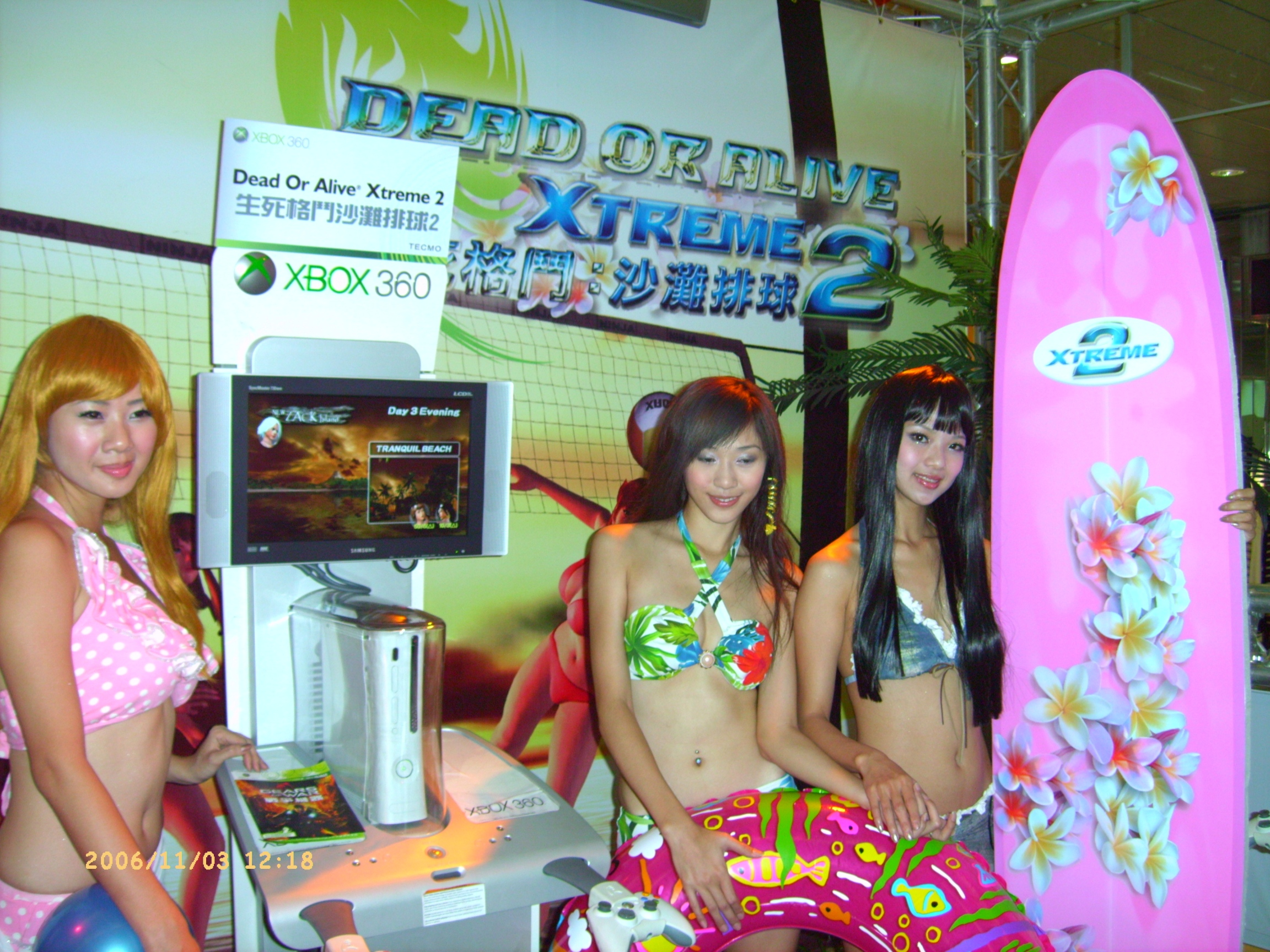
Vorführung von Dead or Alive Xtreme 2 auf der X06 in Taiwan (2006)

Der Nachfolger zu DOAXBV wurde im Dezember 2006 für die Xbox 360 veröffentlicht. Das Gameplay orientiert sich stark am Vorgänger, wurde jedoch in vielen Punkten erweitert und optimiert. Neu sind das „Marine Race“, eine Wasserrutsche, Strandflaggen-Rennen, Po-Gepöbel, Tauziehen und ein Foto-Modus. Der Offline-Mehrspielermodus wurde gestrichen, dafür besteht jetzt die Möglichkeit, über XBox-Live mit bis zu vier Teilnehmern beim Marine Race gegeneinander anzutreten oder beim Volleyball einer gegen einen zu spielen.
Die Story spielt nach DOA 4. DOATEC wurde zerstört. Zack hat den Schatz eines Pharaos gefunden und ist so erneut zum Milliardär geworden. Mit Hilfe einer „überragenden Intelligenz“ gelingt es ihm, die in Teil eins versunkene Insel wieder zu bergen. Sein Plan ist es, DOATEC wieder aufzubauen und so den Frieden in der Galaxie wiederherzustellen. Gerüchten eines fünften Kampfsportturnier folgend, finden sich neun Damen auf der Insel ein.
Die neun spielbaren DOA-Charaktere:
| - Hitomi - Kasumi - Lei Fang - Tina | - Helena - Ayane - Lisa - Christie - Kokoro |

Folgende Lieder werden verwendet, Künstler in Klammern:
- Summer Breezin (Diana King)
- How Crazy are you? (Meja)
- Double Lovin (Baha Men featuring Reiss)
- Sweet Sixteen (Hilary Duff)
- Quiero Que Me Quieras (Olga Tanon)
- Like That Girl (Fatty Koo)
- Holla! (Baha Men)
- Is This Love (Bob Marley)
- Lovin’You (Janet Kay)
- Brazilian Sugar (George Duke)
- Dreamin (Sweet Female Attitude)
- Flowers (Sweet Female Attitude)
- Nothing To Lose (Sweet Female Attitude)
- Reggae Dancer (Inner Circle)
- Another Love Story (Play)
- Sweet Sensual Love (Big Mountain)
- The Kids Don’t Like It (Reel Big Fish)
- If It Don’t Fit (B*Witched)

### Dead or Alive 5
Dead or Alive 5 erschien in Deutschland am 28. September 2012. Es ist der erste Teil der Reihe, an dem Tomonobu Itagaki nicht beteiligt war. Auch ist es seit dem dritten Teil das erste Spiel der regulären Reihe, das wieder für eine PlayStation-Konsole erschienen ist. Die Neuerungen gegenüber dem Vorgänger sind veränderte Charaktermodelle. So sehen die Figuren jetzt älter und realistischer aus. Auch kann man nach Kämpfen jetzt verdreckte Kleidung und Haut an den Kämpfern beobachten, sowie herablaufende Schweißperlen. Das Kontersystem wurde überarbeitet, sodass es jetzt schwieriger ist, einen erfolgreichen Konter zu greifen. Weitere Veränderungen sind die sog. Power Blows, mächtige Schläge, die man ausführen kann, wenn man nur noch wenig Lebensenergie hat und die einen Kampf noch in letzter Sekunde umdrehen können. Als neue Charaktere sind der Taekwondo-Kämpfer Rig, die spanische MMA-Kämpferin Mila, die Tochter des berüchtigten Bergdämons Tengu, Nyotengu, die geheimnisvolle boshafte Dienerin Marie Rose, der von Donovan wiederbelebte/wiedergebaute Raidou, die süße Alles-Kämpferin Honoka und die Kriegsherrin Rachel dabei. Auch drei Charaktere aus SEGAs Virtua-Fighter-Reihe, und zwar Akira Yuki, Sarah Bryant und Pai Chan, gesellen sich zu den restlichen Kämpfern. Der Story-Modus wurde ebenfalls verändert. So spielt man nicht mehr wie bisher mit einem Charakter mehrere Kämpfe und erhält zum Schluss eine Endsequenz, sondern man steuert verschiedene Charaktere über eine fortlaufende Geschichte, deren Handlung zusammenhängt.
Auf dem DOA5 Ultimate Tournament in Japan wurde ein „New DOA5 project“ angekündigt. Im Video dazu sieht man am Ende Momiji aus der Ninja-Gaiden-Serie als spielbaren Charakter. Mittlerweile wurde das Spiel als Dead or Alive 5 Ultimate bestätigt, sowie auch die offizielle Webseite dazu Online gestellt. Neben Momiji, bringt es noch Leon als spielbaren Charakter zurück, sowie fast alle Funktionen von Dead or Alive 5 Plus das im Frühjahr 2013 für die PS Vita erschienen ist. Seit dem 20. Februar 2015 ist die zweite Erweiterung Dead or Alive 5 Last Round für die PlayStation 4, Xbox One, PlayStation 3, Xbox 360, Arcade-Spiel und Microsoft Windows auf den Märkten erhältlich und verfügt über alle Funktionen und DLCs aus der „Plus“- (PS-Vita) und „Ultimate“-Version (Xbox 360, PS4). Inzwischen gibt es allerdings Gerüchte im Netz aufgrund des letzten Kostüm-DLCs, den „Koei Tecmo 50th Birthday DLC“, dass Koei Tecmo und Team Ninja an einem Nachfolger der Dead-or-Alive-Serie, vermutlich Dead or Alive 6 arbeiten.

### Dead or Alive Paradise
Dead or Alive Paradise ist eine Portierung von Dead or Alive Xtreme 2 (Xbox 360) für die PSP. Es erschien am 30. März 2010 in den USA, am 1. April in Europa und am 2. April in Japan.

### Dead or Alive Dimensions
Dead or Alive Dimensions ist das erste Spiel der Reihe, das komplett in 3D gespielt werden kann. Es erschien am 19. Mai 2011 in Japan, am 20. Mai 2011 in Europa und am 24. Mai 2011 in den USA. Es gibt 26 Charaktere.

### Dead or Alive Xtreme 3
Dead or Alive Xtreme 3 (kurz: DOAX3) erschien am 24. März 2016 für die PlayStation 4 als Dead or Alive Xtreme 3 Fortune und für die PS Vita als Dead or Alive Xtreme 3 Venus nur in Japan, Südkorea und China. In Europa, USA und weiteren Ländern erschien es bislang nicht, es kann jedoch aus Japan und China importiert werden. Die Handlung des Spiels findet nach den Ereignissen aus DOAX2 statt. Nachdem die „Zack Island“ von einem gewaltigen Vulkanausbruch zerstört wird, gibt Zack nicht auf und baut die Insel neu auf. Dabei entsteht, laut Zacks eigener Aussage, „die beste Insel aller Zeiten“, die „New Zack Island“. Die Kämpferinnen werden wie im vorherigen Teil eingeladen, 14 Tage auf der Insel zu verbringen. Im Spiel befinden sich, wie im vorherigen Teil, neun spielbare weibliche Figuren, welche durch ein Popularitätswettbewerb im November 2015 ausgewählt wurden. Die Ergebnisse waren äußerst überraschend für Fans und viele weitere, da viele alte bekannte Kämpferinnen durch viele DLC-Kämpferinnen ersetzt wurden.
Die neun spielbaren Charaktere sind:
| - Kasumi - Momiji - Hitomi - Helena Douglas - Marie Rose | - Honoka - Nyotengu - Kokoro - Ayane |

### Dead or Alive Xtreme Venus Vacation
Dead or Alive Xtreme Venus Vacation erschien im November 2017 auf PC und stellt im Grunde mehr ein Mobile-Game auf dem PC dar als ein richtiges Spiel. Man befindet sich, wie in den letzten Teilen der Xtreme-Reihen, auf Zack Island. Das Ziel des Spiels ist es, möglichst viele Outfits zu sammeln und Werte wie POW (Angriffskraft) und TEC (Technik) für die Volleyballspiele (die das einzige spielbare Element im Spiel sind und es relativ automatisch abläuft) zu verbessern. Über dieses Spiel entstanden viele Gerüchte im Netz aufgrund der 3 neuen Charaktere Misaki, Luna und Tamaki.
Charaktere:
- Misaki
- Luna
- Tamaki
- Leifang
- Fiona

### Dead or Alive 6
Kurz vor der E3 in August 2018 stellte Koei Tecmo überraschenderweise die Fortsetzung der Dead-or-Alive-Serie vor, Dead or Alive 6. Die Veröffentlichung fand am 1. März 2019 statt, obwohl es eigentlich um zwei Wochen aufgrund von Fehlern in optischen Details und Balancing-Problemen verschoben wurde. Erstmals in der Dead-or-Alive-Reihe wird das Spiel 4K unterstützen. Auch erstmals in der Geschichte werden die traditionellen Gameplay-Techniken Critical Break und Critical Blow entfernt und durch eine völlig neue Angriffssteuerung ersetzt, genannt Fatal Rush, in der ebenfalls zum ersten Mal in der Spielgeschichte dafür ein Balken aufgeladen werden muss. Das Fatal Rush dient als die vierte Angriffsmöglichkeit und kann in den neuen Fatal Blow beendet werden, ähnlich den Critical Break, die den gesamten Balken leert und großen Schaden anrichtet. Auch mit dabei ist das Break Hold, die Angriffe aller Arten kontern kann, auf Kosten eines halben Balken. Auch grundlegende Spielmechaniken wie Wall Splat und Ground Bounce wurden so geändert, dass man jetzt mehr Kombos treffen kann.
Im Spiel befinden sich viele der bekannten Charakter, aber auch zwei neue Charaktere. Zum einen die Wissenschaftlerin Nico, laut Angaben ursprünglich aus Finnland und 18 Jahre jung, eine Meisterin der antiken Kampfkunst Pençak Silat, die aber auch EMP-Ringe trägt, um Blitze zu beschwören und sich zu teleportieren. Andererseits ist auch der Straßenschläger Diego dabei, ursprünglich aus New York und 26 Jahre alt.
Die momentanen Charakter, die sich im Spiel befinden, sind:
| - Kasumi - Ayane - Hayate - Hayabusa - Zack - Diego - Honoka - Marie Rose - Hitomi - Leifang - Nico - Helena - Rig - Bayman - Bass - Tina - Mila - Lisa / La Mariposa - Kokoro - Brad Wong - Eliot - Nyotengu (Pre-Order-Bonus) - Phase 4 (Deluxe Pre-Order-Bonus) - Raidou - Mai Shiranui (KOF Crossover) |

Die Geschichte beginnt mit den Wiedererscheinen der abtrünnigen Organisation MIST, die aus DOATEC entstand. MIST setzt sich als Ziel, den legendären Krieger des Mugen-Tenshin-Klans der Hajinmon-Sekte und Vater Ayanes, Raidou, wiederzubeleben. Es wird klar dargestellt, dass Nico ebenfalls Teil der MIST-Organisation ist und das Projekt zur Wiederbelebung Raidous leitet. Allerdings wird noch seine ursprüngliche Energie benötigt. Nico findet heraus, dass Honoka diese Energie aktuell besitzt und sie unbewusst in einen Kampfturnier eingesetzt hat.

## Charaktere
Hier eine Übersicht über alle spielbaren Charaktere und einen sehr kurzen Überblick über ihre Hintergründe. Altersangaben unterliegen gewissen Verzerrungen, da die Charaktere seit dem ersten Teil gealtert sind.
| Name               | Kampfstil                             | Beschreibung | Vorkommen in Spielen                                                               | japanischer Sprecher (Seiyū)                        |
| ------------------ | ------------------------------------- | --- | ---------------------------------------------------------------------------------- | --------------------------------------------------- |
| Alpha-152/Phase 4  | Mugen Tenshin-ryū Tenjimon            | Seid Kasumi in DOA1 von DOATEC entführt wurde und ihr DNA entnommen wurde, gelangte Donovan an ihre wertvolle DNA und versuchte, eine große Menge an Kasumi-Klonen herzustellen, im Schatten von DOATEC und in der Tochtergesellschaft MIST (DOA5). Viele dieser Klone starben direkt nach deren Erschaffung und viele weitere drehten durch und mussten getötet werden. Durch weitere komplizierte Einstellungen und einer hohen Menge an Glück entstand Alpha-152, der erste und einzige erfolgreiche Kasumi-Klon. Alpha-152 starb nicht direkt und war auch nicht aggressiv. Er war eher wie ein Roboter, er hörte auf jegliche Befehle eines MIST-Mitglieds bzw. von Donovan. Laut Angaben soll sich Alpha-152 aufgrund beeindruckender Fähigkeiten in „Phasen“ langsam entwickelt haben – letztendlich in den perfekten Kasumi-Klon, Phase 4. Phase 4 und Kasumi sehen identisch aus, von Kopf bis Fuß. Das Ziel von Phase 4 ist es, DOATEC zu zerstören und Kasumi zu töten.                                                                                            | DOA4 (Alpha), DOA5, DOA5U, DOA5LR (Alpha+Phase 4)                                  |                                                     |
| Akira Yuki         | Hakkyoko-Ken                          | Aus der Virtua-Fighter-Serie | DOA5, DOA5U, DOA5LR                                                                | Shin’ichirō Miki                                    |
| Ayane              | Mugen Tenshin-ryū Hajinmon            | Die 16-jährige Japanerin Ayane ist die Halbschwester von Kasumi und Hayate. Da Kasumi ihren Ninja-Clan verließ, nimmt Ayane am Wettbewerb teil, um sie für ihren Verrat zu töten. Außerdem hegt sie aufgrund ihrer gemeinsamen Vergangenheit einen persönlichen Hass auf Kasumi. In ihrer Kindheit waren sie sich liebende Schwestern. Des Weiteren hegt sie starke Gefühle für Hayate. Ihr Vater, Raidou, vererbte ihr einige magische Kräfte, wodurch Ayane etwas mystischer und dunkler wirkt. So kann sie im Intro von DOA2 etwa eine mächtige magische Geschossattacke ausführen. Ayane gewinnt DOA3, und tötet Genra, der ihr Mentor und zudem eine Art Vater war. | DOA1, DOA2, DOA3, DOAX, DOAU, DOA4, DOAX2, DOAX3, DOAD, DOA5, DOA5U, DOA5LR        | Wakana Yamazaki                                     |
| Bass Armstrong     | Wrestling                             | Bass ist 46 Jahre alt und ein 1,95 m großer und kräftiger Profiwrestler, der nie einen Kampf verloren hat. Er möchte seine Tochter Tina Armstrong während des Wettbewerbes „beaufsichtigen“ und beschützen. Er liebt Rock, Motorräder und verhält sich wie der stereotypische US-Amerikaner. | DOA1, DOA2, DOA3, DOAU, DOA4, DOAD, DOA5, DOA5U, DOA5LR                            | Daisuke Gōri                                        |
| Bayman             | Combat Sambo                          | „Bayman“ ist der Codename des 31-jährigen, russischen Auftragskillers. Vorher arbeitete er beim Militär. Sein Ziel ist es, sich an Donovan zu rächen, da dieser versucht hatte ihn ermorden zu lassen. | DOA1, DOA2, DOA3, DOAU, DOA4, DOAD, DOA5, DOA5U, DOA5LR                            | Hisao Egawa (DOA1), Banjō Ginga (ab DOA2)           |
| Brad Wong          | Zui Ba Xian Quan                      | Der 30-jährige Chinese Brad Wong soll, auf Befehl seines Meisters Chen, einen legendären Trank (Genra) besorgen. | DOA3, DOA4, DOAD, DOA5, DOA5U, DOA5LR                                              | Yukimasa Kishino                                    |
| Christie           | She Quan                              | Die Engländerin Christie ist eine Auftragskillerin. Sie soll, auf Befehl von Donovan, Helena beobachten und, wenn nötig, töten. Sie ist 24 Jahre alt und 1,77 m groß. Als Haustier hält sie sich einen schwarzen Panther. Ähnlich wie Ayane umgibt Christie immer eine gewisse Kälte und auch Blutlust. | DOA3, DOAXBV, DOA4, DOAX2, DOAD, DOA5, DOA5U, DOA5LR                               | Kotono Mitsuishi                                    |
| Diego              | Street Fight                          | Der erste neue bekannte Charakter in DOA6. Diego ist 26 Jahre alt und in New York geboren. Aktuell ist nicht viel bekannt, aber es wird vermutet, dass er ein Teilnehmer des nächsten Dead Or Alive Turniers sein wird. | DOA6                                                                               |                                                     |
| Eliot              | Xin-Yi Quan                           | Der 16-jährige englische Oberschüler ist der Lehrling von Gen Fu und nimmt an DOA4 teil, weil er wissen will, ob er würdig ist, Gen Fus Erbe anzutreten. | DOA4, DOAD, DOA5, DOA5U, DOA5LR                                                    | Junko Minagawa                                      |
| Gen Fu             | Xinyi Liuhe Quan                      | Der Chinese Gen Fu ist 65 Jahre alt und von Beruf Buchhändler. Er nimmt nur am Wettbewerb teil, um seine Enkelin, die eine lebensbedrohende Krankheit hat, für das Preisgeld operieren zu lassen. | DOA1, DOA2, DOA3, DOAU, DOA4, DOAD, DOA5, DOA5U, DOA5LR                            | Takeshi Aono                                        |
| Hayate/Ein         | Mugen Tenshin-ryū Tenjinmon/Karate-Do | Der Ninja Hayate ist der Bruder von Kasumi und Halbbruder Ayanes. In DOA1 verlor er nach einer Entführung durch DOATEC sein Gedächtnis und lebte dann eine Weile als „Ein“ in Deutschland. Dort lernte er Karate. In DOA2 versucht er durch die Teilnahme am Wettbewerb mehr über seine Vergangenheit herauszufinden. In DOA2 erlangt er seine Erinnerungen zurück und kehrt als rechtmäßiger Anführer (in Abwesenheit seiner Schwester Kasumi) zu seinem Ninja-Clan zurück. Er ist eng mit Ryu Hayabusa befreundet. | DOA2, DOA3, DOAU, DOA4, DOAD, DOA5, DOA5U, DOA5LR                                  | Hikaru Midorikawa                                   |
| Helena             | Pi Qua Quan                           | Die 21-jährige Helena (Französin) ist von Beruf Opernsängerin. Sie ist die Tochter von Fame Douglas, dem Mitgründer von DOATEC und weiß daher mehr als andere über die gefährliche Organisation, welche sie nach dem Tod ihres Vaters übernahm. Sie nimmt primär am Wettbewerb teil, weil sie nach dem Mörder ihrer Mutter sucht (der eigentlich auf Helena selbst aus war). In DOA4 wird Christie als der gesuchte Mörder entlarvt. | DOA2, DOA3, DOAX, DOAU, DOA4, DOAX2, DOAX3, DOAD, DOA5, DOA5U, DOA5LR              | Yuka Koyama                                         |
| Hitomi             | Karate-Do                             | Hitomis Mutter ist Japanerin, ihr Vater ein deutscher Karatemeister. Mit ihren 18 Jahren will sie in DOA3 ihrem Vater, der ihr Trainer ist, beweisen, dass sie auf eigenen Beinen stehen kann. In DOA4 sucht sie nach Ein (bzw. Hayate), da sie seine Hilfe braucht, weil ihr Vater schwer krank geworden ist und sich das Dojo der Familie in finanziellen Schwierigkeiten befindet. | DOA 3, DOAX, DOAU, DOA4, DOAX2, DOAX3, DOAD, DOA5, DOA5U, DOA5LR                   | Yui Horie                                           |
| Honoka             | Honoka-fu                             | Honoka ist 18 Jahre alt. Über ihre Vergangenheit ist nichts bekannt, außer dass sie von ihrer lieblichen Großmutter zu einem sehr netten, braven und unauffälligen Mädchen erzogen wurde. Honoka verfügt über die Gabe, sich absolut alles zu merken und sich an absolut alles zu erinnern, was sie sieht bzw. gesehen hat, verstärkt, wenn es um Kampfkunst geht. Allerdings hat sie niemandem jemals etwas davon erzählt, nicht mal ihrer Großmutter. Insgeheim beobachtete sie jeden einzelnen Charakter aus dem ganzen DOA-Universum und erschuf dadurch ihre eigene Kampfkunst, „Honoka-fu“. In DOA5 startet sie mit einer Schuluniform, was möglicherweise darstellt, dass sie auf eine sehr beliebte Elite-Schule geht. Honoka steht in einer sehr engen Verbindung zu Marie Rose. In DOA6 wurde bekannt, dass sie gemeinsam mit Marie Rose eine Trainingsreise absolvieren wird. Auch bekannt ist, dass ihre Energie tatsächlich identisch mit der Raidous ist und somit das Hauptziel der Organisation MIST wurde, um den legendären Krieger Raidou wiederzubeleben. | DOA5U, DOA5LR, DOAX3                                                               | Ai Nonaka                                           |
| Jann Lee           | Jeet Kune Do                          | Der 20-jährige Jann Lee ist in seinem Heimatland, China, Rausschmeißer. Er ist stets auf der Suche nach starken Gegnern und nimmt deswegen am Wettbewerb teil. Sein Kampfstil wurde maßgeblich von seinem großen Vorbild Bruce Lee beeinflusst. Er spielt Trompete. | DOA1, DOA2, DOA3, DOAU, DOA4, DOAD, DOA5, DOA5U, DOA5LR                            | Toshio Furukawa                                     |
| Kasumi             | Mugen Tenshin-ryū Tenjinmon           | Die 17-jährige und 1,58 m große Kasumi ist eine Ninja wie Ayane, Hayate und Ryu. Vor DOA2 verließ sie jedoch ihren Clan um sich an Raidou zu rächen, der ihren Bruder Hayate schwer verletzt hat (zu sehen im Intro-Video zu DOA Ultimate). Da das dauerhafte Verlassen eines Clans jedoch nicht geduldet wird, wird sie ab diesem Zeitpunkt von Attentätern verfolgt, die Kasumi für ihren Verrat bestrafen sollen. Ryu Hayabusa, der sie im Gegensatz zu den anderen Ninjas nicht verfolgt, hat es sich auf Bitten seines Freundes Hayate hin zur Aufgabe gemacht Kasumi zu beschützen. | DOA1, DOA2, DOA3, DOAX, DOAU, DOA4, DOAX2, DOAX3, DOAD, DOA5, DOA5U, DOA5LR        | Sakura Tange (DOA1, DOA2), Hōko Kuwashima (ab DOA3) |
| Kokoro             | Baji Quan                             | Die japanische Maiko (angehende Geisha) Kokoro ist Helenas Halbschwester (wohl ohne es zu wissen) und nimmt wegen ihrer Leidenschaft zum Kampfsport am Turnier teil. | DOA4, DOAX2, DOAX3, DOAD, DOA5, DOA5U, DOA5LR                                      | Ayako Kawasumi                                      |
| Lisa (La Mariposa) | Lucha Libre                           | Die Luchadora Lisa ist 21 Jahre alt und arbeitet an einem Forschungsinstitut, vermutlich DOATEC, und war wohl auch verantwortlich für Hayates Gedächtnisverlust. Ihr Kampfstil ist eine Mischung aus Wrestling und Capoeira. Bei DOA4 nennt sie sich „La mariposa“ (span.: „Der Schmetterling“) und verbirgt ihr Gesicht hinter einer Maske. Sie ist mit Tina befreundet. | DOAXBV, DOA4, DOAX2, DOAD, DOA5, DOA5U, DOA5LR                                     | Maaya Sakamoto                                      |
| Lei Fang           | Tai Ji Quan                           | Lei Fang ist eine chinesische Studentin und will ihre Fähigkeiten gegen Jann Lee beweisen, der sie vor vielen Jahren vor einer Bande von Schlägern rettete. Sie ist 19 Jahre alt und 1,63 m groß. | DOA1, DOA2, DOA3, DOAX, DOAU, DOA4, DOAX2, DOAD, DOA5, DOA5U, DOA5LR               | Yumi Tōma                                           |
| Leon               | Combat Sambo                          | Leon, ein 42-jähriger (italienischer) Söldner, schwor sich nach dem Tod seiner Geliebten (Rolanda) ihren letzten Worten gerecht zu werden. Sie sagte, dass sie den stärksten Mann auf der Welt liebt. Um zu beweisen, dass er dieser Mann ist, nimmt er am DOA-Turnier teil. | DOA2, DOA3, DOAU, DOA4, DOAD, DOA5U, DOA5LR                                        | Kōji Totani                                         |
| Luna               | Unbekannt                             | Luna ist das 2. neue Mädchen in DOAXVV. Sie sieht laut den Meinungen der Menschen aus wie eine junge, relativ kindliche Version von Christie. Ihr Charakter wird meistens als sehr schüchtern, teilweise sogar introvertiert, emotionslos und etwas gruselig aufgrund der monotonen Stimme beschrieben. Sie ist, wie Misaki, ebenfalls nicht in DOA6 als neuer Charakter bestätigt worden. | DOAXVV                                                                             |                                                     |
| Marie Rose         | Systema                               | Ein sehr geheimnisvolles Mädchen, dessen Aussehen alle Gegner täuscht. Marie Rose ist 18 Jahre alt und ist in Schweden geboren. Über ihre Vergangenheit ist nichts bekannt, allerdings meisterte sie die russische Kampfkunst „Systema“. Laut Angaben soll sie Helenas Dienerin sein, denn in DOA5 ist sie wie eine Dienerin gekleidet und bildet ein richtiges Tag-Team mit Helena. Außerdem erwähnt sie ihren Job und Helena in ihren Intro in DOAX3. Marie Rose steht außerdem noch in einer sehr engen Beziehung zu Honoka. In DOA6 wurde bekannt, dass sie gemeinsam mit Honoka eine Trainingsreise absolviert. | DOA5U, DOA5LR, DOAX3                                                               | Mai Aizawa                                          |
| Mila               | Mixed Martial Arts                    | Mila ist eine spanische MMA-Kämpferin und großer Fan von der Wrestling-Legende Bass Armstrong. Sie will am fünften DOA-Turnier teilnehmen, um gegen ihr Idol kämpfen zu können. Kurz vorher trifft sie auf Tina, Bass’ Tochter, mit der sie sich anfreundet. | DOA5, DOA5U, DOA5LR                                                                | Ryōko Shiraishi                                     |
| Misaki             | Unbekannt                             | Es gibt keinerlei Angaben über das neu entworfene Mädchen, Misaki. Sie ist 18 Jahre alt, ihre Herkunft noch unbekannt. Sie kommt nur in DOAXVV vor und hat einen relativ normalen Charakter im Vergleich zu allen anderen, denn sie ist nicht besonders ruhig, aber auch nicht besonders aufgeregt und schämt sich für vorliegende peinliche Aktionen, weshalb sie immer dagegen ist und etwas pessimistisch wirkt. Laut Angaben soll sie eine enge Beziehung zu Honoka oder Kokoro haben, da sie diesen beiden relativ stark ähnelt. Sie hat keine Bestätigung für DOA6. | DOAXVV                                                                             |                                                     |
| Momiji             | Hayabusa Aikijutsu                    | Momiji ist eine Kunoichi aus dem Dorf Hayabusa und die letzte Drachenschrein-Jungfrau. Hayabusa lehrte sie Ninjutsu, als sich herausstellte, dass sie ein natürliches Talent fürs Kämpfen besaß. Momiji will am Turnier teilnehmen, um ihr Können unter Beweis zu stellen und sich im Nahkampf zu versuchen. | DOA5U, DOA5LR, DOAX3                                                               |                                                     |
| NiCO               | Pençak Silat                          | Der zweite neue bekannte Charakter in DOA6, Nico genannt, ist ursprünglich aus Finnland und 18 Jahre jung. Sie ist Wissenschaftlerin und Leiterin des Projekts zur Wiederbelebung Raidous. Sie benötigt aber noch seine Energie, die aktuell Honoka besitzt, deshalb ist eine Feindschaft zwischen den beiden vorprogrammiert. | DOA6                                                                               |                                                     |
| Nyotengu           | Tengu-Do                              | Die Tochter des berühmten Bergdämons Tengu, der von Ryu Hayabusa in DOA2 getötet wurde. Laut Angaben soll sie einfach so aus Langeweile auf der Erde gekommen sein und nach würdigen Gegnern suchen. Nyotengu sieht keineswegs aus wie ein typischer Tengu, denn sie sieht eigentlich genauso aus wie eine normale Frau. Allerdings verfügt sie, wie jeder Tengu, über die typischen schwarzen Rabenflügeln. Nyotengu ist in DOA5 der einzige Charakter, der hohe Trefferanzahlen in der Luft erreichen kann. In DOAX3 verschwinden Nyotengus Flügeln durch eine mysteriöse magische Kraft und sie muss für 14 Tage ein Mensch auf „New Zack Island“ sein. Seltsamerweise kennt Nyotengu das „Menschsein“ nicht und redet sehr bewertend und neugierig über die menschlichen Gegenstände ihrer Umgebung. | DOA5U, DOA5LR, DOAX3                                                               | Akemi Satō                                          |
| Pai Chan           | Ensei-Ken                             | Aus der Virtua-Fighter-Serie | DOA5, DOA5U, DOA5LR                                                                | Minami Takayama                                     |
| Rig                | Taekwondo                             | Rig ist ein kanadischer Taekwondo-Kämpfer, der zusammen mit Bass auf einer DOATEC-Bohrinsel arbeitet. Allem Anschein nach weiß er nicht, wie sein richtiger Name ist, oder wer seine Eltern sind. Im Abspann von DOA5 wird jedoch angedeutet, dass er Donovans Sohn ist. | DOA5, DOA5U, DOA5LR                                                                | Hiroki Tōchi                                        |
| Ryu Hayabusa       | Hayabusa Ninjutsu                     | Der 23-jährige Kramladenbesitzer und Super-Ninja Ryu nimmt am Turnier teil, um die Welt vor bösen Mächten zu bewahren. So tötet er im Laufe von DOA2 den Bergdämon Tengu, Genra wird jedoch schlussendlich von Ayane getötet. Ryu Hayabusa ist auch der Protagonist in der Actionspiel-Reihe Ninja Gaiden. | DOA1, DOA2, DOA3, DOAU, DOA4, DOAD, DOA5, DOA5U, DOA5LR                            | Hideyuki Hori                                       |
| Sarah Bryant       | Martial Arts                          | Aus der Virtua-Fighter-Serie | DOA5, DOA5U, DOA5LR                                                                | – (nur englische Stimme)                            |
| Spartan-458        | CQB (Close Quarters Battle)           | Spartan 458 (Nicole) wurde im Jahre 2531 in der Stadt New Legasnio auf dem Mars der Zukunft geboren. Als sie sich auf der Nassau-Raumstation auf eine Mission vorbereitet, kommt es durch das Eintreffen eines Raumschiffs zu einer Zeitanomalie. Die gesamte Nassau-Station wird in einer Art Blase im Raum-Zeit-Kontinuum ins 21. Jahrhundert geschleudert. Seitdem bewacht sie die Station und ihre Geheimnisse, in der Hoffnung, dass die Blase sich destabilisiert und sie in die Zukunft zurückkehrt. Da das Töten einer Person die Zukunft beeinflussen könnte, benutzt sie keine Schusswaffen zur Verteidigung. Sie ist ein Extracharakter, eigentlich dem Halo-Universum zugehörig. | DOA4                                                                               |                                                     |
| Tamaki             | Aikidō                                | Tamaki ist das 3. neue Mädchen in DOAXVV. Sie hat kurze blaue Haare und ist etwa so groß wie Nyotengu und Helena, die größten Charaktere im Spiel. Tamaki wirkt relativ normal, zeigt Emotionen in angemessenen Bereichen und redet nicht zu viel und nicht zu laut. Seltsam ist allerdings, dass Tamaki eine Besessenheit von Brüsten hat. Auch sie wurde nicht in DOA6 bestätigt. | DOAXVV, DOA6                                                                       | Saori Ōnishi                                        |
| Tengu              | Tengu-Do                              | Tengu ist ein mystischer Dämon, bekannt aus japanischen Volksgeschichten. Charakteristisch ist das vogelähnliche Aussehen (Flügel und lange Nase), sowie sein maskenhaftes Gesicht. Tengu ist auch unter dem Namen „Bankotsubo“ bekannt. Er wollte in DOA2 die Weltherrschaft an sich reißen, wurde aber von Ryu Hayabusa besiegt. | DOA2, DOAU, DOA4, DOAD                                                             | Osamu Saka                                          |
| Tina Armstrong     | Wrestling                             | Tina, eine 22-jährige Wrestlerin, ist die Tochter von Bass Armstrong. Sie ist 1,74 m groß und will durch die Teilnahme am Wettbewerb sowohl berühmt werden, als auch ihrem Vater beweisen, dass sie seinen Schutz nicht mehr braucht. | DOA1, DOA2, DOA3, DOAX, DOAU, DOA4, DOAX2, DOAD, DOA5, DOA5U, DOA5LR               | Mami Koyama (DOA1), Yūko Nagashima (ab DOA2)        |
| Zack               | Thai-Boxen                            | Der US-DJ Zack will nur das Preisgeld beim Wettbewerb gewinnen. Er ist auch derjenige, dem die Insel aus DOAX, DOAX2, DOAX3 und vermutlich auch DOAXVV gehört. Er ist 25 Jahre alt und 1,80 m groß. Seinen Kampfstil hat er sich selbst beigebracht. | DOA1, DOA2, DOA3, DOAX, DOAX2, DOAX3, DOAU, DOA4, DOAX2, DOAD, DOA5, DOA5U, DOA5LR | Bin Shimada                                         |

## Andere Personen, Organisationen, Ereignisse
| Name        | Beschreibung |
| ----------- | --- |
| Donovan     | Donovan ist Wissenschaftler bei DOATEC und arbeitet dort an der Erschaffung eines Übermenschen. Er ist machtbesessen und beauftragt Bayman damit, Fame Douglas zu ermorden. Er war es auch, der Christie damit beauftragte Helena zu ermorden. Am Ende von Dead or Alive Dimensions, was 2011 für Nintendo 3DS erschienen ist, sieht man nach dem 5. Kapitel, wie Donovan die Maske von Genra aufzieht und dann ist das Spiel zu Ende, also kann er nicht der Insasse des Helikopters gewesen sein, den Ryu Hayabusa vorher im Video von Helena zerstört hat.                                   |
| DOATEC      | DOATEC ist ein großes Unternehmen, welches sich hauptsächlich mit Forschung beschäftigt. Gegründet wurde es unter anderem von Fame Douglas. Donovan arbeitet dort als Wissenschaftler, ebenso erfährt man in DOA4, dass auch La Mariposa kurzzeitig bei DOATEC gearbeitet hat. Nach dem Tod ihres Vaters ringt Helena mit Donovan um die Kontrolle des Unternehmens. DOATECs Hauptsitz, der Tri-Tower, wird durch den Angriff der Ninjas auf Befehl von Hayate in DOA4 vernichtet. In DOAX2 will sich Helena mit Zack auf dessen Insel treffen, um mit seiner Hilfe DOATEC neu aufzubauen.      |
| Raidou      | Raidou ist der Vater von Ayane, welche durch eine Vergewaltigung von Kasumis Mutter gezeugt wurde. Er griff das Dorf der Ninjas an und verletzte bei einem Kampf mit Hayate selbigen schwer. Er ist der Endgegner im ersten Teil und besitzt übermenschliche Kräfte. |
| Zacks Insel | Zack kaufte sich, nachdem er das in DOA3 gewonnene Preisgeld beim Roulette vermehrt hatte, eine tropische Insel und benannte sie nach sich selbst. In DOAX lockt er alle weiblichen Kämpfer, die er während der DOA-Turniere traf, mit einer Einladung zum vierten DOA-Turnier auf seine Insel. Die Insel wird am Ende des ersten Teils durch einen Vulkanausbruch vernichtet. In DOAX2 wird sie von Zack mithilfe einer fremden Macht vom Meeresgrund geborgen, aber am Ende des Spiels erneut durch einen Vulkanausbruch vernichtet. Im letzten Teil, DOAX3, wird die Insel wieder aufgebaut. |
| Niki        | Niki traf Zack beim Roulette spielen. Seitdem scheinen sie „befreundet“ zu sein. Er reiste beide Male mit ihr auf seine Insel, auf der er einen Strand nach ihr benannte und sie plünderten gemeinsam das Grab eines Pharaos. Die Beziehung ist aber nicht genau zu definieren, da Niki es ablehnt von Zack geküsst zu werden. In den Spielen ist sie bis auf ihren Auftritt als Verkäuferin in Zacks Shop stets nur in den Rendersequenzen zu sehen. |
| Tri-Tower   | Der Hauptsitz von DOATEC, drei riesige Türme in der Mitte durch eine Heli-Plattform verbunden. Zack macht es sich in DOA4 zur Aufgabe diese zu besteigen. Am Ende von DOA4 wir dieser durch eine Ninpo-Explosion von Ayane in Brand gesetzt und schließlich von Helena selbst mithilfe eines Selbstzerstörungsmechanismus zerstört. |

## Spielmodi
| Name             | Beschreibung |
| ---------------- | --- |
| Story-Mode       | Der Story-Modus ist der Hauptbestandteil der DOA-Serie. Der Spieler muss einen Charakter auswählen und gegen eine Vielzahl an Gegnern kämpfen. Sobald man den Endgegner besiegt, erhält man eine gerenderte Zwischensequenz. |
| Time-Attack-Mode | Im Time-Attack-Mode muss man versuchen, das Spiel schnellstmöglich zu beenden. |
| Survival-Mode    | Im Survival-Mode tritt man in über zehn Runden gegen unterschiedliche Gegner an und muss so viele Punkte wie möglich sammeln. Der Schwierigkeitsgrad steigt pro Runde an.                                                    |
| Tag-Battle-Mode  | Im Tag-Battle-Modus kämpfen zwei Charaktere gemeinsam als Team gegen den Computer oder gegen einen weiteren Spieler. |
| Team-Battle-Mode | Im Team Battle-Modus kämpfen bis zu fünf Teammitglieder gegen ein anderes Team. |
| Versus-Mode      | Der Spieler tritt gegen einen anderen Spieler an. |
| Sparring-Mode    | Im Sparring-Modus kann man einfache und fortgeschrittene Techniken trainieren. |
| Watch-Mode       | Im Watch-Modus kann der Spieler zusehen, wie Computergegner gegeneinander kämpfen. |

## Verfilmung
Bernd Eichinger und Paul W.S. Anderson zeichneten als Produzenten der Verfilmung zur Videospiel-Reihe von Dead or Alive verantwortlich. Der Film wurde von den Filmproduktionsunternehmen Constantin-Film und Impact Pictures vertrieben und lief am 29. Oktober 2006 in den deutschen Kinos an. Corey Yuen, in der Volksrepublik China ein sehr bekannter Regisseur und Schauspieler, führte bei dieser Verfilmung Regie. Das Drehbuch steuerte J. F. Lawton – der auch jenes zur Liebeskomödie Pretty Woman (1990) schrieb – bei.
In der Verfilmung spielen unter anderem die australisch-britische Sängerin Holly Valance und das US-Model Jaime Pressly mit.
Die Rollen wurden von den folgenden Schauspielern bekleidet:
| Rolle             | Schauspieler    |
| ----------------- | --------------- |
| Ayane             | Natassia Malthe |
| Bass Armstrong    | Kevin Nash      |
| Bayman            | Derek Boyer     |
| Christie          | Holly Valance   |
| Helena            | Sarah Carter    |
| Kasumi            | Devon Aoki      |
| Leon              | Silvio Simac    |
| Maximillian Marsh | Matthew Marsden |
| Ryu Hayabusa      | Kane Kosugi     |
| Tina Armstrong    | Jaime Pressly   |
| Weatherby         | Steve Howey     |
| Zack              | Brian J. White  |
| Donovan           | Eric Roberts    |
| Hitomi            | Hung Lin        |

In Deutschland gehörte D.O.A. – Dead or Alive zu den Top 3 der größten Filmflops des Jahres 2006. Er wurde bundesweit von nur 34.417 Kinobesuchern gesehen.